# Lúcio Élio Pláucio Lamia Eliano
Lúcio Élio Pláucio Lamia Eliano (em latim: Lucius Aelius Lamia Plautius Aelianus) foi um senador romano nomeado cônsul sufecto para o período de 13 de janeiro até junho de 80 com Aulo Dídio Galo Fabrício Vejento, Quinto Aurélio Patumeio Frontão e Caio Mário Marcelo Otávio Públio Clúvio Rufo sucessivamente. Oriundo da gente Pláucia, era provavelmente filho (ou parente próximo) de Tibério Pláucio Silvano Eliano. Foi executado por Domiciano no início de seu reinado, supostamente por fazer piadas envolvendo o imperador.

## Carreira
Eliano era casado com Domícia Longina, filha de Cneu Domício Córbulo, e, no início de 70, quando Vespasiano ainda estava no Egito consolidando seu poder, Domiciano, o filho mais novo dele, se interessou por ela e os dois se tornaram amantes. Mais tarde, ela se divorciou do marido por ordem do imperador para que ela pudesse se casar com Domiciano. Apesar deste começo conturbado, Eliano continuou nas graças da família imperial pelo menos até o reinado de Tito (r. 79-81) e foi cônsul sufecto em 80 por mais de cinco meses, um recorde durante a dinastia flaviana. 
Duas histórias foram preservadas sobre a forma como Lamia lidou com o divórcio. A primeira conta que, quando Tito o incentivou a se casar novamente, ele respondeu perguntando por que ele próprio não estava tentando encontrar uma esposa. Em outra ocasião, um amigo elogiou Lamia por causa de sua voz numa apresentação de canto e ele teria respondido que tem boa voz por que vive abstêmio. Em algum momento depois de 81 (e antes de 96), quando o irritadiço Domiciano assumiu o trono depois da morte de Tito, Lamia foi executado com base nessas frases sarcásticas. O satirista Juvenal cita Lamia como um belo exemplo de um senador muito proeminente vítima de Domiciano.

## Família
De seu casamento com Longina, Lamia teve uma filha chamada Pláucia (nascida em 70), que se casou mais tarde com vários políticos importantes: Lúcio Ceiônio Cômodo, cônsul em 106, Caio Avídio Nigrino, cônsul sufecto em 110, e Sexto Vetuleno Cívica Cerial, cônsul em 106. Um dos filhos dela, Lúcio Élio, foi adotado pelo imperador Adriano e outro, Lúcio Lamia Silvano, foi genro de Antonino Pio. É provável que Lúcio Fundânio Lamia Eliano, cônsul em 116, tenha sido seu neto de um filho com Domícia.